# Ernst von Dassel
Ernst Heinrich Julius von Dassel (* 22. Oktober 1848 in Schinz; † 18. Juli 1918 in Naumburg (Saale)) war ein preußischer Generalmajor.

## Leben
Ernst von Dassel entstammte dem niedersächsischen Uradelsgeschlecht derer von Dassel. Er war der älteste Sohn des Gutsbesitzers Alexander von Dassel (1813–1886) und dessen Ehefrau Korinna, geborene von Bonin.
Nach der Schulausbildung schlug er wie viele seiner Familienmitglieder die Militärlaufbahn in der Preußischen Armee ein. Als Generalmajor starb er infolge von Überanstrengung im Ersten Weltkrieg.

## Ehrungen
- Ehrenritter des Johanniterordens